# Suhi Vrh, Moravske Toplice
Suhi Vrh (prekmursko Süji vrej) je naselje v Občini Moravske Toplice.
V preteklosti ni bilo vedno samostojno naselje, ampak zaselek sosednje Vučje Gomile.